# Hoplocorypha boromensis
Hoplocorypha boromensis är en bönsyrseart som beskrevs av Brancsik 1895. Hoplocorypha boromensis ingår i släktet Hoplocorypha och familjen Thespidae. Inga underarter finns listade i Catalogue of Life.